# Bültzingslöwen

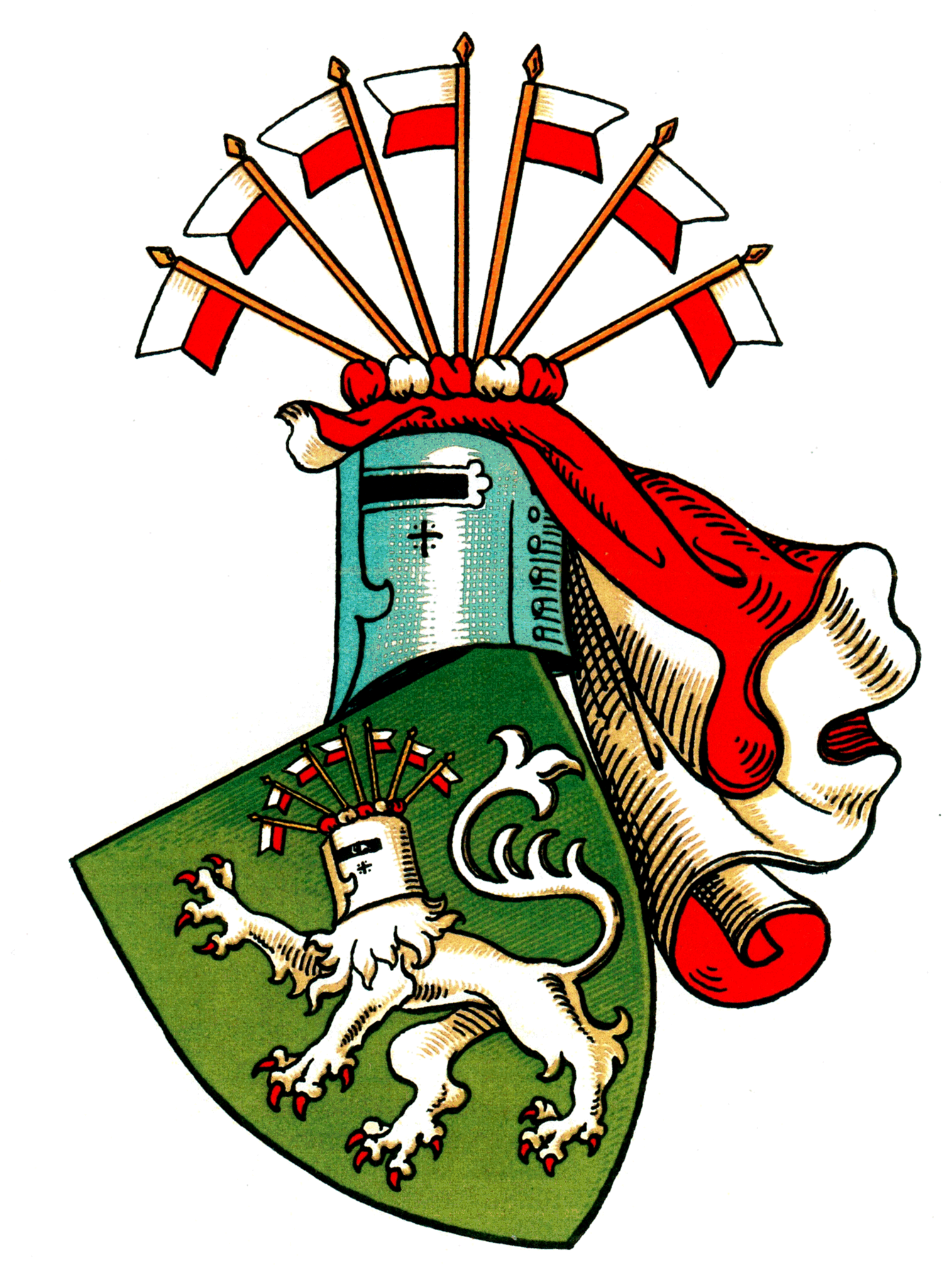
Wappen derer von Bültzingslöwen

Bültzingslöwen, auch Bülzingslöwen, Bültzingsleben, Bilzingsleben und ähnlich, ist ein thüringisches Uradelsgeschlecht.

## Geschichte
Der gleichnamige Stammsitz war im 1174 erstmals urkundlich erwähnten Bilzingsleben bei Kindelbrück. Die Familie wird am 29. Juni 1216 mit Rodolphus de Buscingheleiben als Zeugen des Landgrafen Hermann I. von Thüringen erstmals urkundlich erwähnt. Nach anderen Literaturangaben wird ein Hermann von Bültzingslöwen bereits im Jahr 1212 genannt. Die Ohmberg-Harburger Urstammlinie führt sich auf diesen Hermann (I) um 1200 zurück, der am Hofe des Grafen Elger von Hohnstein tätig gewesen sein soll. Von seinem Dienstherren empfing er Güter und Gehölze an und bei dem Ohmberge zu Lehen.
Als Vertreter des frühen, auf dem Eichsfeld ansässig gewordenen Adelsstammes der Bültzingslöwen werden erwähnt:
- Rudolf (II) in der zweiten Generation, der sich „fast beständig in der Nähe des Landgrafen Ludwig IV. befand“ (1227)[8]
- Siegfried (IV), der mit seinen Söhnen um 1312 ein Burglehn auf der Harburg hatte[10] und als Amtmann diente[11]
- Hermann (V), der 1315 auf dem Rusteberg dem ersten, festesten und wichtigsten Schloss der Kurfürsten auf dem Eichsfeld als Ritter und Burgmann diente. Er war in Rustenfelde mit Höfen und Land belehnt[12], verbunden mit einer halben Vogtei in Berlingerode (1324). Später war er 1351 Domkapitular in Halberstadt[13]
- Rudolf und Conrad, 1338 Burgmänner auf dem Rusteberg[14]
- Siegfried (VII) war unter Kurfürst Adolf als Burgmann auf dem Rusteberg und dem Bischofstein tätig[15] und erhielt 1381 eine Hälfte des Bischofsteins zum Unterpfand für ein Darlehen an Erzbischof Gerlach, das Kurfürst Daniel 1573 wieder einlöste. 1384 wird er als einer der Vögte auf der Mainzer Burg Gleichenstein geführt.[16]

Siegfried (VIII), der in der achten Generation die Ämter und Pfandrechte seines Vaters übernahm und bereits ab 1377 als Oberster Amtmann des Eichsfeldes tätig war, bemächtigte sich mit geharnischter Nachhilfe der Harburg und der Burg Worbis und übergab beide Burgen dem Mainzer Stift. Erzbischof Adolf legitimierte 1381 die Inbesitznahmen fast vollständig und bestätigte Siegfried (VIII) die Pfandrechte in den Dörfern des Amtes Harburg-Worbis nach Entrichtung von 1662 Mark Silber. Hierzu zählten in Bernterode, Breitenworbis, Kirchworbis, Gernrode, Neustadt, Breitenbach und der Wüstung Heppenrode ausgedehnte Ländereien, Wiesen, Äcker und zahlreiche Herdstätten. Zur kurmainzischen Harburg zählte auch das unterhalb der Burg auf dem Territorium der Grafen von Hohnstein gelegene Herdigrode, Herdigrot oder Heigenrode, das spätere Haynrode, wo sie mehrere Rittergüter erwarben. Diese Gemarkung umfasste auch die Flecken Hoscherode, Salmerode, die Hasenburg, den Nordteil von Hahn und Wenigen Buhla samt der Länderei zu Breckenrode, mit allen Hölzern, Fluren, mit Gericht und Recht über Hals und Hand.
Kurmainz, vormals gemeinsam mit den Thüringer Landgrafen Besitzer, war dadurch 1381 Alleineigentümer von Harburg und Worbis geworden. Das Erzstift verpfändete sofort für 1662 Mark Heiligenstädter Währung fast vollständig seine Rechte an Harburg und Worbis an die Bültzingslöwen. Damals nahm Siegfried von Bültzingslöwen, kurmainzischer Amtmann auf dem Rusteberg bei Heiligenstadt, als Pfand Harburg und Worbis sowie die Hälfte des Bischofsteins in Besitz. Erst im Jahr 1574 kam es seitens des Erzstiftes Mainz zur Wiedereinlösung des Pfandes.
Zum Amt Harburg zählten die Dörfer und Güter Bernterode, Breitenworbis, Gernrode, Kirchworbis, Neustadt, Heppenrode, Neiderode, Nottenrode, Wendelenrode, Huchelheim und Herdingerode.
Unter der Harburg, und schon im hohnsteinisch-schwarzburgischen Haynrode, besaßen die Bültzingslöwen ihre drei Rittergüter Mittelhof, Hinterhof und Oberhof.

## Linien
Die Bültzingslöwen zu Haynrode sind in allen Linien 1874 ausgestorben.
Ein in der ersten Hälfte des 19. Jahrhunderts aus der Haynroder Mittelhöfer Linie entstandener Ast besaß das Gut Nahrten im Landkreis Guhrau, das 1888 von dem königlich preußischen Hauptmann a. D. Karl von Bültzingslöwen (1837–1918) verkauft wurde.
Mitte des 18. Jahrhunderts ergab sich aus der Haynröder Hinterhöfer Linie ein heute noch in den USA blühender Ast.

## Genealogie
Aus der im Auftrag des Generaloberarztes Curt von Bültzingslöwen erarbeiteten „Stammtafel der Herren von Bültzingslöwen“ ergibt sich der nachstehende, zusammengefasste genealogische Überblick des „Eichsfelder Urstammes und der Haynröder Stammeslinien“.

### Urstamm
Wie oben dargestellt erscheint im Ohmberg-Harburger Stammbaum in der Generation I Hermann (I) von Bültzingslöwen (* um 1170). Als hervorragender Vertreter der Urväter gilt der als der Herr auf Harburg erfasste Siegfried (IV), (* um 1250), der als Vater des Ohmberg-Harburger Stammes zu bezeichnen ist. Dieser Stamm besteht über etwa 230 Jahren und acht Generationen bis hin zur Übernahme bzw. Gründung der ersten Höfe in Haynrode.

### Haynröder Stammeslinien
Die Genealogie der Haynröder Stammeslinie ist beginnend mit den Gründervätern Herman und Siegfried von Bültzingslöwen, beide aus der IX. Generation (geboren um 1400), unter Bültzingslöwen zu Haynrode erfasst.

### Europa- und weltweite Stammeslinien der Bültzingslöwen
Die Stammeslinien der innerhalb der letzten 600 Jahre abgewanderten Mitglieder des Adelsgeschlechtes sind zahlreich, hier aber nur sporadisch und andeutungsweise erfasst.

## Wappen

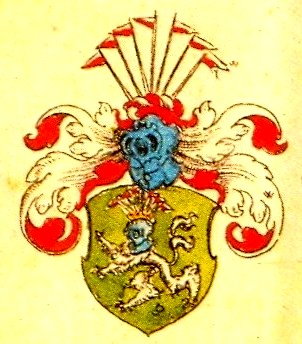
Wappendarstellung derer von Bültzingslöwen von Siebmacher, 1605

In Grün ein rechtsspringender, silberner Löwe mit übergestülptem silbernen Helm, der einen rot-silbernen Wulst und sieben von Silber über Rot geteilte Fähnlein trägt, von denen vier nach rechts, drei nach links gewendet sind (der Schild wird in einer Variante auch in Silber mit rotem Löwen geführt). Auf dem Helm mit rot-silbernen Decken die Fähnlein.
Die Wappen von Haynrode und Bilzingsleben gehen auf das Wappenbild des Geschlechts Bültzingslöwen zurück.

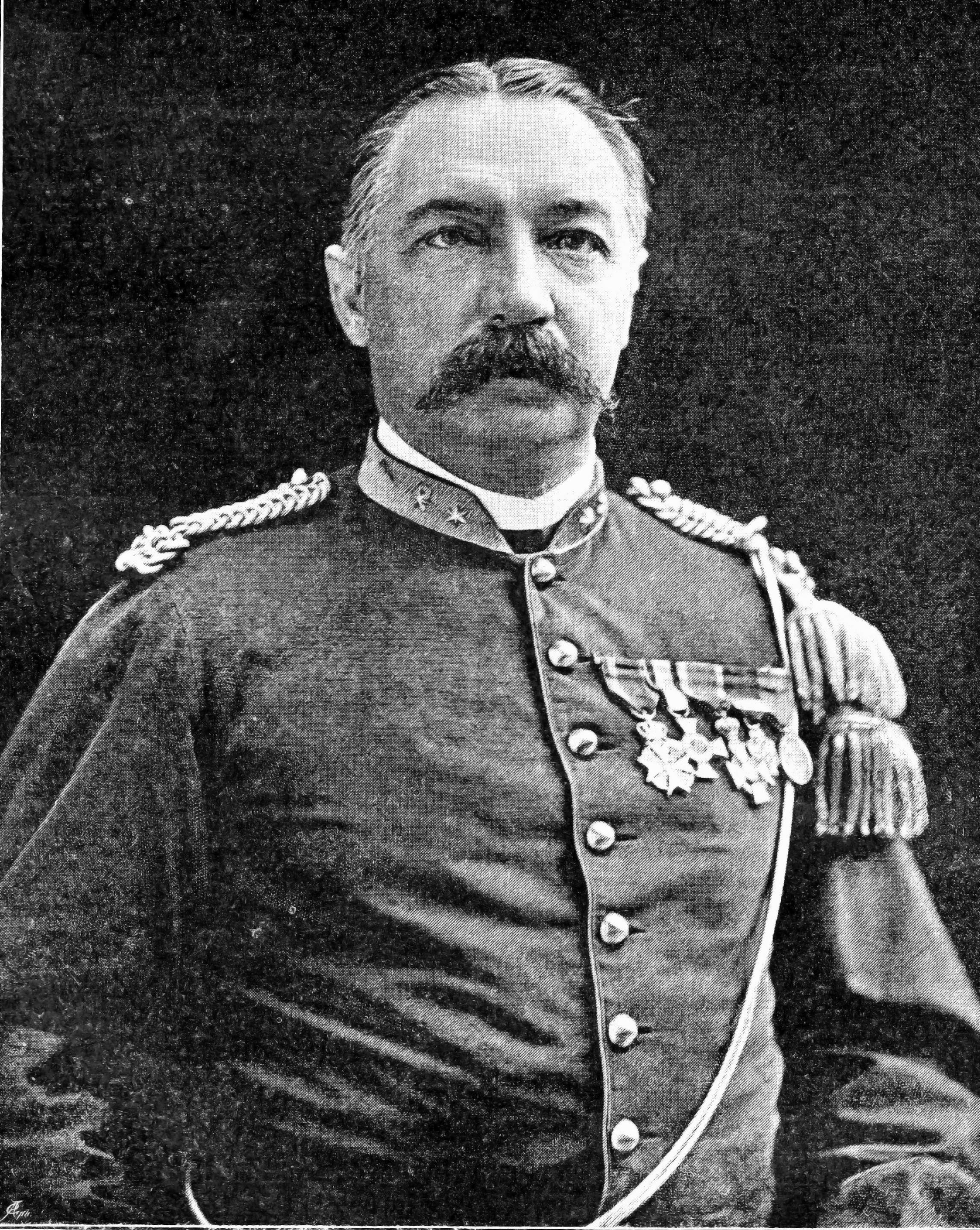
Günther von Bültzingslöwen (1839–1889)

Wappen von Haynrode
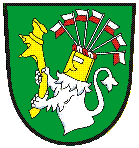
Wappen von Bilzingsleben

## Bekannte Familienmitglieder
- Julius von Bültzingslöwen (1804–1886), preußischer Generalmajor
- Ferdinand von Bültzingslöwen (1808–1882), Offizier und Geodät
- Günther von Bültzingslöwen (1839–1889), Konsul in Surabaya, erster Flankeur der niederländischen Ostindien-Armee
- Hendrik von Bültzingslöwen (* 1984), Schauspieler
- Johann Friedrich Christian von Bültzingslöwen, Offizier, 1768 mit dem Pour le Mérite ausgezeichnet
- Johanna von Bültzingslöwen (1770–nach 1823), Schriftstellerin
- Kurt von Bültzingslöwen (1873–1945), Generaloberarzt